# William H. Seward
William Henry Seward (16. května 1801 Florida – 10. října 1872 Auburn) byl americký politik, ministr zahraničí Spojených států amerických v letech 1861–1869, guvernér státu New York a americký senátor. Jako politik bojoval proti otrokářství a stál roku 1867 za koupí Aljašky od Ruska.

## Život
Sewardův otec, Samuel Seward, pracoval jako lékař a obchodník, který úspěšně investoval do nákupu pozemků. S jeho pomocí mohl William začít studovat prestižní Union College. Po jejím dokončení se stal právníkem. Na podzim roku 1824 se oženil s Frances Adeline Millerovou. Sewardovu politickou kariéru provázelo spojenectví s novinářem Thurlowem Weedem. Roku 1830 byl zvolen do senátu státu New York. Roku 1834 neúspěšně kandidoval za stranu Whigů na úřad guvernéra, o čtyři roky později, v roce 1838, již volby vyhrál a tento úspěch zopakoval i v roce 1840. Od roku 1842 se živil jako právník. Poté se do politiky vrátil, od roku 1849 zastával funkci senátora USA. Roku 1860 se ucházel o republikánskou nominaci na úřad prezidenta USA. Nakonec ji ale získal Abraham Lincoln, který na rozdíl od Sewarda zastával umírněnější názory na boj s otrokářstvím.

### Ministr zahraničí
5. března 1861 se stal ministrem zahraničí v Lincolnově kabinetu. Když se mu nepovedlo spolu s dalšími republikány zabránit odtržení Konfederace od Spojených států, snažil se alespoň znemožnit její mezinárodnímu uznání. Přes počáteční neúspěchy se mu během americké občanské války podařilo ukončit výstavbu válečných lodí Konfederace ve Velké Británii. V dubnu 1865 se stal obětí spiknutí, jehož hlavním cílem bylo zavraždění prezidenta Lincolna. Seward sám vyvázl se zraněním. Po skončení občanské války mu nevyšla expanze do Karibiku a Střední Ameriky, roku 1867 ale USA získaly Midway. Během francouzské intervence v Mexiku se Spojené státy jeho zásluhou angažovaly úspěšně na straně Mexika. Jmenuje se po něm Sewardův poloostrov a město Seward na Aljašce.